# Costich
Costich (catalansk: Costitx) er en by og kommune i det østlige Spanien på øen Mallorca i provinsen De Baleariske Øer. Den har et indbyggertal på 1.516 (2024) indbyggere.